# مدیریت مزرعه

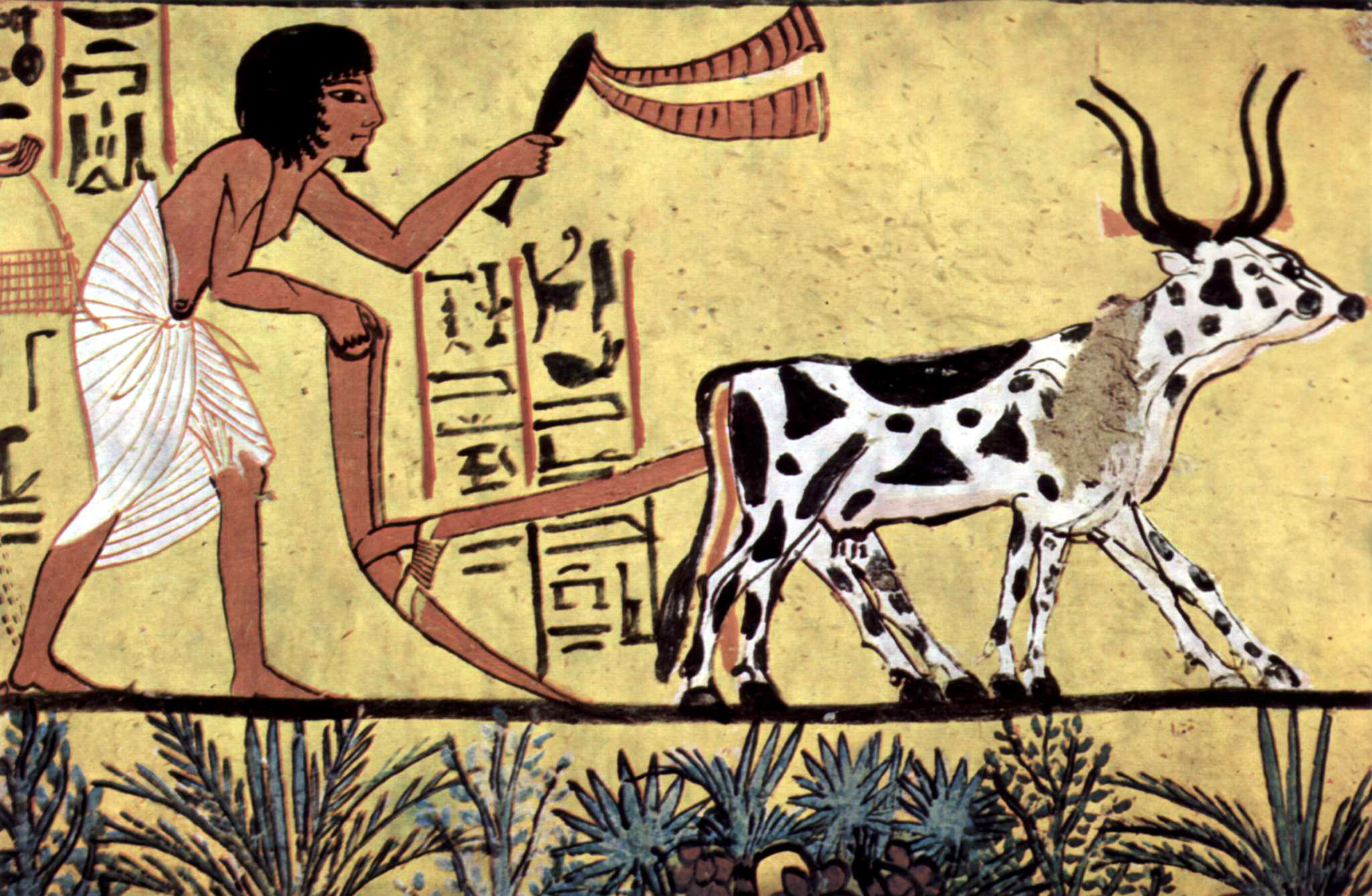
کشاورزی در مصر باستان

## مدیریت کشاورزی
مدیریت کشاورزی یا به عبارتی مدیریت مزرعه یکی از رشته‌های تخصصی دانشگاهی در زیر شاخه مهندسی کشاورزی می‌باشد .
هدف از آموزش در این رشته تربیت دانش آموختگانی است است که بتوانند از نهادهای اصلی زمین، آب، سرمایه و نیروی انسانی در کشاورزی بالاترین بهره وری را داشته باشند.
.
این رشته هم‌اکنون در ایران در دروه‌های کارشناسی ارشد و در دانشگاه‌های مختلف جهان تدریس می‌شود.

## توانایی های لازم
داشتن قدرت رهبری، اعتماد به نفس، روابط اجتماعی خوب، توان تجزیه و تحلیل خوب و قدرت بیان قوی از عوامل مهم موفقیت در این رشته است. همچنین تسلط به دروس ریاضی و آمار با توجه به کاربرد وسیع آنها در مدیریت الزامی است.
رشته مدیریت کشاورزی يکى از علومى است که امروزه اهميت بسيار زيادى را دارا است. علم مديريت کشاورزى فرآيند طراحى برنامه‌ريزي، سازماندهى و کنترل و نظارت، انگيزش، ارتباطات، هدايت و تصميم‌گيرى درجهت نيل به اهداف در سازمان‌هاى کشاورزى است. به‌عبارتى ديگر علم ايجاد ارتباط منطقى بين نهاده‌هاى کشاورزى براى توليد مطلوب فرآورده‌هاى کشاورزى است و هماهنگى کوشش‌ها و مساعى اعضاء سازمان توليدى کشاورزى را براى استفاده مطلوب از منابع براى نيل به اهداف را امکان‌پذير مى‌نمايد.

## موقعیت های شغلی رشته مدیریت کشاورزی
يک فارغ التحصيل رشته مديريت نبايد انتظار داشته باشد که از همان بدو امر به عنوان مدير يک شرکت يا کارخانه مشغول به کار گردد. چون بخشي از مطالب و محتواي کلاسهاي مديريت بايد به عنوان تجربه از محيط و سازمانهاي جامعه گرفته شود. بنابراين فارغ التحصيل اين رشته در ابتدا بايد به عنوان يک کارشناس در رده هاي پايين تر وارد بازار کار شده و سپس به مرور پله هاي ترقي را طي کند.
فارغ التحصیلان این رشته به خوبی می توانند در سطح مدیران اجرایی در سازمانهای صنعتی و دولتی به کار اشتغال ورزند و یا در سمت مشاور مدیریت انجام وظیفه نمایند . انتظار می رود این فارغ التحصیلان پس از کسب تجربیات کافی بتوانند مسئولیتهای بیشتری را در سطوح بالای سازمان عهده دار شوند . علاوه بر این ، فارغ التحصیلان این دوره می توانند در کارهای پژوهشی و تحقیقاتی که امروز در موسسات بزرگ اهمیت زیادی برخوردار است ، مشغول بکار شوند .